# Ely (Nevada)
Ely es una ciudad ubicada en el condado de White Pine en el Estado de Nevada. En el año 2020 tenía una población de 3 924 habitantes y una densidad poblacional de 198,48 personas por km². Es la ciudad natal de la ex primera dama Pat Nixon.

## Geografía
Ely se encuentra ubicada en las coordenadas 39°15′12″N 114°52′38″O / 39.25333, -114.87722.

## Demografía
Según la Oficina del Censo en 2000 los ingresos medios por hogar en la localidad eran de $36.408, y los ingresos medios por familia eran $42.168. Los hombres tenían unos ingresos medios de $36.016 frente a los $26.597 para las mujeres. La renta per cápita para la localidad era de $17.013. Alrededor del 12,5% de la población estaban por debajo del umbral de pobreza.